# Vladoje Ivakić
Vladoje Ivakić, hrvaški učitelj, pisatelj in folklorist, * 30. oktober 1880, Slakovci, † 9. oktober 1959, Bačka Palanka.
Leta 1899 je v Osijeku končal učiteljišče. V Slavoniji je bil učitelj v sedmih karajih, nato ravnatelj osnovne šole, šolski nadzornik in šolski referent v Osijeku. Upokojil se je leta 1940. Pesmi, črtice, feljtone, novele in članke o slavonski zgodovini je objavljal v periodičnih glasilih ''Smilje (1902-1903), Sremske novine (1902-1904 in 1914-1915), Obzor (1915-1917), Reč (Beograd, 1924) in drugih. V pripovedni prozi prikazuje šokaško temátiko. Zbiral in objavil je izvirne dokumente o Vojni krajini. Svojo zbirko predmetov ljudske obrti in popis dogodkov, ki jih je sam doživel ter zbral v rokopisnem delu Svinjarci  i Ugljenari u slavonskim hrastovim šumama je daroval Etnografskemu oddelku osješkega Muzeja Slavonije.

## Dela
- Hrvati u Srbiji (Osijek, 1922)
- Šokadija u slici, pjesmi i prozi I. dio, Osijek 1940